# Kim Hae-sook
Kim Hae-sook (hangul: 김해숙; hanja: 金海淑; rr: Gim Hae-suk; MR: Kim Haesuk; nascida em 30 de dezembro de 1955), é uma atriz sul-coreana, conhecida por sua extensa carreira artística no cinema e na televisão asiática.

## Carreira
Em 1974, ela fez sua estreia como atriz na série Chief Inspector da MBC. Na última década, ela ganhou mais de 10 prêmios em festivais de cinema e apareceu em mais de 30 filmes. Kim Hae-sook publicou um livro intitulado "Mother of Hallyu Stars: Kim Hae-sook's Story'".

## Filmografia

### Filmes
| Ano  | Título                              | Papel                                               |
| ---- | ----------------------------------- | --------------------------------------------------- |
| 1976 | Angry Apple                         |                                                     |
| 1981 | A Battle Journal                    |                                                     |
| 1981 | The One Love                        |                                                     |
| 1981 | The Door to the Flesh               |                                                     |
| 1982 | Mistress                            |                                                     |
| 1982 | Die to Live                         |                                                     |
| 1982 | Woman of Fire '82                   |                                                     |
| 1983 | I Like Women Better                 |                                                     |
| 1984 | Road to Peace                       |                                                     |
| 1984 | The Beloved, Part 3                 |                                                     |
| 1984 | No More Sexual Life, Part 2         |                                                     |
| 1985 | Love in the Dark                    |                                                     |
| 1985 | The Headless Murderess              |                                                     |
| 1986 | Rain Falling on Youngdong Bridge    |                                                     |
| 1987 | Eve's Second Bedroom                |                                                     |
| 1992 | Winter Galaxy                       |                                                     |
| 2000 | The Legend of Gingko                |                                                     |
| 2001 | My Sassy Girl                       |                                                     |
| 2002 | Marrying the Mafia                  | mãe de Dae-seo                                      |
| 2003 | Oh! Happy Day                       | Yang Mi-sook                                        |
| 2003 | Scent of Love                       | mãe de In-ha                                        |
| 2004 | Dead Friend                         | mãe de Ji-won                                       |
| 2004 | My Brother                          | Mother                                              |
| 2005 | Wet Dreams 2                        | mãe de Sung-eun                                     |
| 2005 | My Girl and I                       | mãe de Su-ho                                        |
| 2006 | Sunflower                           | Yang Deok-ja                                        |
| 2008 | Open City                           | Kang Man-ok                                         |
| 2008 | Viva! Love                          | Bong-soon                                           |
| 2008 | Eye for an Eye                      | mãe de Do-soo                                       |
| 2009 | Thirst                              | Mrs. Ra                                             |
| 2010 | A Long Visit                        | Mãe                                                 |
| 2011 | Mama                                | Ok-joo                                              |
| 2012 | Wonderful Radio                     | Sra. Lee                                            |
| 2012 | The Thieves                         | Chewing Gum                                         |
| 2012 | Tone-deaf Clinic                    | mãe de Dong-joo                                     |
| 2013 | Tough as Iron                       | Soon-i                                              |
| 2013 | Hope                                | Song Jung-sook                                      |
| 2014 | Kundo: Age of the Rampant           | mãe de Dolmuchi                                     |
| 2015 | Helios                              | Park Young-sook                                     |
| 2015 | Assassination                       | Proprietária do Cafe Anemon (participação especial) |
| 2015 | The Throne                          | Rainha Inwon                                        |
| 2016 | The Handmaiden                      | Sasaki                                              |
| 2016 | Teo-neol'                           | Ministra (participação especial)                    |
| 2016 | Miss Butcher                        | Necropsic                                           |
| 2017 | Along With the Gods: The Two Worlds | Deus do inferno da indolência                       |
| 2017 | New Trial                           | Soon-im                                             |
| 2017 | RV: Resurrected Victims             | Choi Myung-sook                                     |
| 2018 | Herstory                            | Bae Jeong-gil                                       |
| 2018 | Mother                              | Mãe                                                 |
| 2022 | Alienoid                            | Idosa                                               |
| 2023 | Our Season                          | Bok-ja                                              |
| ASA  | Portrait of a Family                | Mãe de Jung-gu                                      |

### Televisão
| Ano       | Título                                                     | Papel                               | Emissora  |
| --------- | ---------------------------------------------------------- | ----------------------------------- | --------- |
| 1974      | Chief Inspector                                            |                                     | MBC       |
| 1974      | 제3교실                                                    |                                     | MBC       |
| 1979      | 산이 되고 강이 되고                                        |                                     | MBC       |
| 1979      | Last Witness                                               | Son Ji-hye                          | MBC       |
| 1980      | One Hundred Years' Guests                                  | Jung-ah                             | MBC       |
| 1980      | Kanyangrok                                                 | Ah-ji                               | MBC       |
| 1981      | Sae-ah                                                     |                                     | MBC       |
| 1982      | Annals of Denial - Kim Kap-soon                            |                                     | MBC       |
| 1982      | Mi-ryeon                                                   | Kim So-hyo                          | MBC       |
| 1982      | Mother                                                     |                                     | MBC       |
| 1982      | Nari House                                                 |                                     | MBC       |
| 1983      | Portrait of You                                            |                                     | MBC       |
| 1983      | 500 Years of Joseon: The King of Chudong Palace            | Rainha Jeongan                      | MBC       |
| 1984      | Nongmu (Farm Dance)                                        |                                     | MBC       |
| 1984      | 500 Years of Joseon: The Ume Tree in the Midst of the Snow | Jeong Gwi-in                        | MBC       |
| 1984      | MBC Bestseller Theater "귀 좀 빌립시다"                    | Yoon-ae                             | MBC       |
| 1986      | Oppa, My Oppa                                              |                                     | MBC       |
| 1986      | Ggurugi                                                    |                                     | MBC       |
| 1986      | Morning Dew on Every Blade of Grass                        |                                     | MBC       |
| 1988      | 500 Years of Joseon: Queen Inhyeon                         | Rainha Myeongseong                  | MBC       |
| 1988      | MBC Bestseller Theater "Widow"                             |                                     | MBC       |
| 1988      | Forget Tomorrow                                            | Ji-sook                             | MBC       |
| 1990      | 각시방에 사랑 열렸네                                       | mãe de Lee Sang-hoon                | MBC       |
| 1990      | 500 Years of Joseon: Daewongun                             | Na-hab Yang                         | MBC       |
| 1990      | The Dancing Gayageum                                       |                                     | MBC       |
| 1991      | Another's Happiness                                        | Soon-mi                             | MBC       |
| 1991      | Yushimcho                                                  |                                     | SBS       |
| 1992      | Rainbow in Mapo                                            |                                     | MBC       |
| 1993      | To Live                                                    | Soo-jung                            | SBS       |
| 1993      | The Third Republic                                         | Park Jae-hee                        | MBC       |
| 1993      | Love and Farewell                                          |                                     | KBS2      |
| 1993      | Our Paradise                                               | mãe de Dong-gun                     | MBC       |
| 1994      | Parting                                                    | Na Jeong-im                         | SBS       |
| 1994      | The Moon of Seoul                                          | mãe de Sang-guk                     | MBC       |
| 1995      | Sukhee                                                     | Oh In-shil                          | MBC       |
| 1995      | West Palace                                                |                                     | KBS2      |
| 1995      | Same Period                                                | mãe de Yong-ja                      | MBC       |
| 1995      | Confession                                                 | Chae-young                          | SBS       |
| 1995      | LA Arirang                                                 |                                     | SBS       |
| 1996      | Full Heart                                                 |                                     | SBS       |
| 1996      | Under Seoul's Sky                                          |                                     | MBC       |
| 1996      | White Dandelion                                            |                                     | KBS1      |
| 1997      | Brothers                                                   |                                     | KBS1      |
| 1997      | Because I Really                                           | Yang Dong-hee                       | KBS1      |
| 1997      | Because I Love You                                         | mãe de Hyeon-yi                     | SBS       |
| 1998      | Purity                                                     |                                     | KBS2      |
| 1998      | For Love                                                   | mãe de Young-joon                   | MBC       |
| 1998      | My Love by My Side                                         | Kim Young-joo                       | KBS1      |
| 1998      | The Age of the 3 Kim's                                     | Kim Ok-sook                         | SBS       |
| 1999      | Encounter                                                  |                                     | KBS2      |
| 1999      | Did We Really Love?                                        | mãe de Jae-ho                       | MBC       |
| 1999      | You                                                        | Dong-seo                            | KBS1      |
| 1999      | Queen                                                      | mãe de Jang-mi                      | SBS       |
| 1999      | You Don't Know My Mind                                     |                                     | MBC       |
| 1999      | Hur Jun                                                    | mulher de Ham Ahn                   | MBC       |
| 2000      | Fireworks                                                  | tia de Min-kyung                    | SBS       |
| 2000      | Autumn in My Heart                                         | Kim Soon-im                         | KBS2      |
| 2000      | The More I Love                                            | Maeng Soon-ja                       | MBC       |
| 2000      | Some Like It Hot                                           |                                     | MBC       |
| 2001      | Ladies of the Palace                                       | Madame Park                         | SBS       |
| 2001      | Law of Marriage                                            | Oh Mi-ja                            | MBC       |
| 2001      | Her House                                                  | Young-soon                          | MBC       |
| 2001      | This is Love                                               | Jang Oh-bok                         | KBS1      |
| 2002      | Winter Sonata                                              | Lee Young-hee                       | KBS2      |
| 2002      | Romance                                                    | Lee Young-sook                      | MBC       |
| 2002      | Golden Wagon                                               | Kim Jin-bun                         | MBC       |
| 2002      | To Be with You                                             | Kang Young-sook                     | KBS1      |
| 2002      | Confession                                                 |                                     | MBC       |
| 2003      | Like a Flowing River                                       | mãe de Sang-hee                     | SBS       |
| 2003      | Country Princess                                           | Kim Kil-nyeo                        | MBC       |
| 2003      | Summer Scent                                               | mãe de Min-woo                      | KBS2      |
| 2003      | Wedding Gift                                               | Park Jin-sook                       | KBS2      |
| 2003      | Pearl Necklace                                             | Jung In-sook                        | KBS2      |
| 2004      | Sweet 18                                                   | mãe de Jung-sook                    | KBS2      |
| 2004      | Little Women                                               | Yoon-ja                             | SBS       |
| 2004      | Passion                                                    | Sra. Jung                           | MBC       |
| 2004      | Oh! Pil-seung Bong Soon-young                              | Park Ok-ja                          | KBS2      |
| 2004      | Letters to Parents                                         | Kim Ok-hwa                          | KBS2      |
| 2005      | My Rosy Life                                               | mãe biológica de Soon-yi            | KBS2      |
| 2005      | The Bizarre Bunch                                          | Kang Min-sook                       | KBS1      |
| 2006      | End of Love                                                | Jang Yong-shil                      | MBC       |
| 2006      | Spring Waltz                                               | Jo Yang-soon                        | KBS2      |
| 2006      | Infamous Chil Princesses                                   | Kyung Myung-ja                      | KBS2      |
| 2006      | Stranger than Paradise                                     | Kim Bok-ja                          | SBS       |
| 2006      | My Love Dal-ja                                             | Oh Dal-ja                           | SBS       |
| 2007      | Surgeon Bong Dal-hee                                       | Yang Eun-ja                         | SBS       |
| 2007      | Moon Hee                                                   | Jang Han-na                         | MBC       |
| 2007      | Likeable or Not                                            | Oh Dong-ji                          | KBS1      |
| 2007      | First Wives' Club                                          | Ahn Yang-soon                       | SBS       |
| 2008      | Robber                                                     | Lee Soon-seom                       | SBS       |
| 2008      | White Lie                                                  | Shin Jung-ok                        | MBC       |
| 2009      | Cain and Abel                                              | Na Hye-joo                          | SBS       |
| 2009      | Good Job, Good Job                                         | Wang Young-soon                     | MBC       |
| 2010      | Life Is Beautiful                                          | Kim Min-jae                         | SBS       |
| 2011      | A Thousand Days' Promise                                   | Kang Soo-jung                       | SBS       |
| 2011      | Saving Mrs. Go Bong-shil                                   | Go Bong-shil                        | TV Chosun |
| 2012      | Can't Live Without You                                     | Jang In-ja                          | MBC       |
| 2012      | Childless Comfort                                          | Lee Ji-ae                           | jTBC      |
| 2013      | I Can Hear Your Voice                                      | Eo Choon-shim                       | SBS       |
| 2013      | Wang's Family                                              | Lee Ang-geum                        | KBS2      |
| 2013      | The Suspicious Housekeeper                                 | Diretora de agência de limpeza Hong | SBS       |
| 2014      | Wonderful Day in October                                   | Kang Yoon-geum                      | SBS       |
| 2014      | Hotel King                                                 | Baek Mi-nyeo                        | MBC       |
| 2014      | Yeonae Malgo Gyeolhon                                      | Shin Bong-hyang                     | tvN       |
| 2014      | Pinocchio                                                  | Park Rosa                           | SBS       |
| 2014      | You Are the Only One                                       | Oh Mal-soo                          | KBS1      |
| 2015      | Make a Woman Cry                                           | Park Hwa-soon                       | MBC       |
| 2016      | Yeah, That's How It Is                                     | Han Hye-kyung                       | SBS       |
| 2017      | Saimdang, Memoir of Colors                                 | Kim Jung-hee                        | SBS       |
| 2017      | Whisper                                                    | Kim Sook-hee                        | SBS       |
| 2017      | My Father is Strange                                       | Na Young-shil                       | KBS2      |
| 2017      | Judge vs. Judge                                            | Yoo Myung-hee                       | SBS       |
| 2018      | About Time                                                 | Oh So-nyeo                          | tvN       |
| 2018      | Room No. 9                                                 | Jang Hwa-sa                         | tvN       |
| 2019      | Babel                                                      | Sin Hyeon-sook                      | TV Chosun |
| 2019      | Mother of Mine                                             | Park Seon-ja                        | KBS2      |
| 2020–2021 | Hospital Playlist                                          | Jung Ro-sa                          | tvN       |
| 2020      | Start-Up                                                   | Choi Won-deok                       | tvN       |
| 2021      | Inspector Koo                                              | Yong Guk-jang                       | JTBC      |
| 2022      | Tomorrow                                                   | Jade Hwang                          | MBC       |
| 2022      | Under the Queen's Umbrella                                 | Rainha Viúva                        | tvN       |
| 2023      | Divorce Attorney Shin                                      | Mãe de Kim So-yeon                  | JTBC      |
| 2023      | Revenant                                                   | Na Byung-hee                        | SBS       |
| 2023      | Strong Girl Nam-soon                                       | Gil Joong-gan                       | JTBC      |
| 2023      | My Demon                                                   | Joo Cheon-sook                      | SBS       |

### Webséries
| Ano  | Título               | Papel      | Notas |
| ---- | -------------------- | ---------- | ----- |
| 2023 | Gyeongseong Creature | Sra. Nawol |       |
| ASA  | Mr. Plankton         | Beom Ho-ja |       |

## Livros
| Ano  | Título                                       | Notas    |
| ---- | -------------------------------------------- | -------- |
| 2005 | Mother of Hallyu Stars: Kim Hae-sook's Story | Memórias |